# Frederick Segura
Frederick Segura (* 16. Januar 1979) ist ein venezolanischer Straßenradrennfahrer.
Frederick Segura gewann 2002 die sechste Etappe der Vuelta a Venezuela. In der Saison 2006 war er beim Prolog der Vuelta a la Independencia Nacional erfolgreich und er gewann jeweils eine Etappe bei der Vuelta al Oriente und bei der Vuelta a Venezuela. 2007 war er jeweils bei einer Etappe der Vuelta al Estado Yaracuy, der Vuelta a Venezuela und der Vuelta al Estado Zulia erfolgreich. Im nächsten Jahr gewann er die sechste Etappe bei der Vuelta al Oriente, zwei Teilstück bei der Vuelta a Yacambu-Lara und die zwölfte Etappe bei der Vuelta a Venezuela. In der Saison 2009 war Segura bei dem Eintagesrennen Clásico Ciudad de Valencia erfolgreich. Im Bahnradsport wurde er bei den Panamerikanischen Meisterschaften 2004 Vierter im Zeitfahren.

## Erfolge

### 2002
- eine Etappe Vuelta a Venezuela

### 2006
- Prolog Vuelta a la Independencia Nacional
- eine Etappe Vuelta a Venezuela

### 2007
- eine Etappe Vuelta a Venezuela

### 2008
- eine Etappe Vuelta a Venezuela

### 2010
- eine Etappe Vuelta a Venezuela